# 웨이터

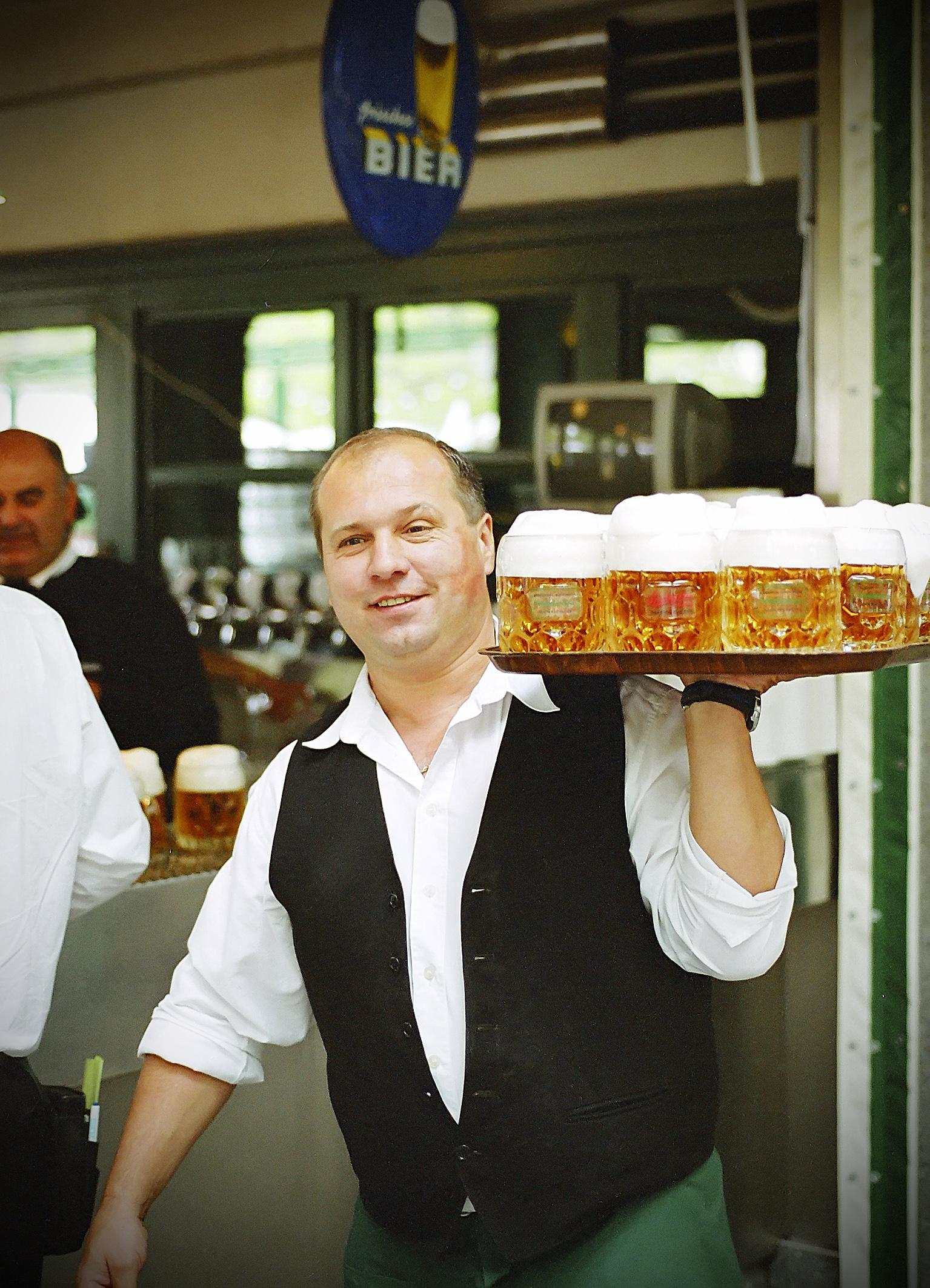
슈바이처하우스의 웨이터

웨이터(waiter)는 레스토랑과 바, 호텔 연회장 등에서 음식과 음료를 나르거나 접객 업무를 담당하는 직원을 말한다. 영어권에서는 여성 웨이터를 "웨이트리스(waitress)"로 부르기도 하며,  성중립적 명칭인 "서버(server)"나 "웨이팅 스태프(waiting staff)"라는 말을 쓰기도 한다.
미국 노동통계청에 따르면 2008년 5월 기준으로 2,200,000명 이상의 사람들이 미국에서 서버로 고용되었다.

## 같이 보기
- 주방여단
- 시종관
- 환대
- 항공 승무원